# Artur Camolas
Artur Augusto Camolas Júnior (15 marzo 1904 – ...) è stato un calciatore portoghese, di ruolo portiere.

## Carriera

### Nazionale
Ha collezionato 4 presenze con la propria Nazionale.